# Andrena uluhbeki
Andrena uluhbeki är en biart som beskrevs av Osytshnjuk 1984. Andrena uluhbeki ingår i släktet sandbin, och familjen grävbin. Inga underarter finns listade i Catalogue of Life.